# Lygodactylus williamsi
Lygodactylus williamsi (бірюзовий карликовий гекон) — вид геконоподібних ящірок родини геконових (Gekkonidae). Ендемік Танзанії. Вид названий на честь американського герпетолога Ернеста Едварда Вільямса

## Опис
Довжина бірюзових карликових геконів без врахування хвоста становить 4 см, разом з хвостом — 6-10 см, вага 1,8 г. Домінуючі самці мають яскраво-блакитне або бірюзове забарвлення, самиці мають переважно зеленувате забарвлення з бронзовим відтінком. Забарвлення молодих особин і самців низького рангу зеленувате, подібне до забарвлення самиць, іноді з блакитним відтінком. Живіт у самців і самиць оранжевий або яскраво-жовтий. Через очі ідуть чорні смуги, на верхній частині голови є чорний V—подібний візерунок.

## Поширення і екологія
Бірюзові карликові гекони мешкають в лісових заповідниках Кімбоза і Руву у східних передгір'ях Улугуру на сході Танзанії, на висоті 290 м над рівнем моря. Вони живуть виключно в панданових заростях Pandanus rabaiensis, що ростуть на заболочених ділянках або серед вапнякових скель. Зазвичай на одній рослині живе один самець, одна або кілька самиць та кілька молодих особин. Бірюзові карликові гекони живляться дрібними комахами, а також нектаром. Ведуть денний, активний спосіб життя. Соціальні, самці домонструють агресивну територіальну поведінку. Самиці відкладають яйця, в кладці 1-2 білих яйця. Інкубаційний період триває 60-90 днів.

## Збереження
МСОП класифікує цей вид як такий, що перебуває на межі зникнення. Lygodactylus williamsi загрожує знищення природного середовища та вилов з метою продожу на ринках домашніх тварин.